# لكيط
لگ‍يط أو لقيط منطقة عراقية في قضاء الجبايش بمحافظة ذي قار، أقصى شمال غرب محافظة البصرة بهضبة الدبدبة بالبادية العراقية جنوب العراق، قريبة من الهور، صحراوية رملية كثيرة العقارب والأفاعي والثعالب والذئاب، فيها آبار عذبة حسيّان كثيرة، وفيها بئر غزيرة مالحة عمقها 35 متراً، البُعد 100 كيلومتر بينها وبين شمال شرق بصية. قالت جمعية الجغرافية العراقية "الفرات عند محطة جليبة حيث تمتد المستنقعات الفصلية، والتي هي الامتداد الغربي لهور الحمار، وذلك داخل قضاء سوق الشيوخ من لواء الناصرية، ويظهر الانتقال السريع من السهول الطموية حيث تنمو نباتات المستنقعات المحبة للماء الى الهضبة حيث تنمو النباتات الصحراوية غير المحبة للماء، وذلك بعد قرية اللقيط الواقعة إلى الشرق من محطة قطار اللقيط، وفي محطة قطار لقيط، عاش الصحفي ياس البياتي فقال "عشت عاميْن في هذه المحطة، واكتشفت أنني كنت على خطأ في تقدير الموقف. وبقدر ما يُعطيك البحر والمدن من أفكار ومعارفَ وطاقات؛ فإنَّ الصحراء، رغم قسوتها وجفافها وحرارتها، تفتح لك بابًا جديدًا لرؤية الحياة من زاويا أخرى". اندرست هذه المحطة الصحراوية وزُحزح مسار القطار نحو الهور شمالاً. ويُضاف إلى لكيط هور لكيط، وتُنسب إليها قلعة لقيط.